# 曼苏尔·拉希迪
曼苏尔·拉希迪（阿拉伯语：‎，1984年4月12日—），科威特男子射击运动员，2018年亚洲运动会男子双向飞碟金牌得主、2021年伊斯兰团结运动会男子双向飞碟金牌得主。